# Parafia św. Michała Archanioła w Lasocinie
Parafia pw. Świętego Michała Archanioła w Lasocinie – parafia rzymskokatolicka z siedzibą w Lasocinie, znajdująca się w diecezji sandomierskiej w dekanacie Zawichost. Erygowana w XV wieku. Prowadzą ją księża diecezjalni.